# 国際連合安全保障理事会決議955
国際連合安全保障理事会決議955（こくさいれんごうあんぜんほしょうりじかいけつぎ955、英: United Nations Security Council Resolution 955, UNSCR955）は、1994年11月8日に国際連合安全保障理事会で採択された決議である。ルワンダにおいて国際人道法に対する重大な違反行為が行われたことを指摘し、国際連合憲章第7章に基づいてルワンダ国際戦犯法廷（ICTR）を設立することを決定した。

## 内容
安保理は、1994年7月の安保理決議935により設立された専門家委員会の活動を評価し、ルワンダで大量虐殺などの広範囲な国際人道法違反が起こっているという専門家委員会の報告に対して懸念を表明した。そして、その状況は国際平和と安全保障に対する脅威であり、平和を回復するために、そのような犯罪行為をやめさせてその責任者を裁く決意を表明した。安保理は、国際法廷を設立することで、そのような犯罪行為を阻止し、対処ができると考えていた。この件について、ルワンダの司法制度を強化するための国際協力の必要性を強調した。
ICTRは、1994年1月1日から12月31日までの間にルワンダで発生した重大な国際人道法違反の訴追を目的とした国際法廷の設立をルワンダ政府が要請したことを受けて設立された。全ての国に対して、ICTRとその機関に協力し、国内法に基づいて本決議を実施するための措置を講ずることを強く要請した。また、この過程を支援するためのこの法廷に対する資金、設備、役務の提供を要請した。ルワンダ国際刑事裁判所規程第26・27条に基づく刑の執行または減刑の決定の前に、ルワンダ政府に通知することとした。国連事務総長ブトロス・ブトロス＝ガーリに対し、本決議を確実に即時実施し、ICTRの所在地に関する勧告などのこの法廷の機能に関する準備を行うよう要請した。ICTRの所在地は、正義と公平性だけでなく、管理の効率性、証人へのアクセス、経済性も考慮して決定される。また、ICTRは、その機能について議論するために、所在地から離れた場所で会合を開くこともあることも指摘された。安保理は、必要に応じて裁判官や裁判所の数を増やすことができると結論付けた。

## 採択
本決議は、賛成13、反対1、棄権1で採択された。中華人民共和国は、本件はルワンダの内政問題であるとして棄権した。
反対票を投じたのはルワンダであった。本決議はルワンダ政府からの要請に基づくものであったが、ルワンダ代表団は、以下の理由を挙げて本決議に反対した。
1. 法廷が対象とする期間が1994年1月1日から12月31日までなのは不十分であり、1990年10月1日から1994年7月17日までのルワンダ内戦の全ての期間に変更すべきである。ルワンダは、大量虐殺の計画段階まで含める必要があると主張した。
2. 裁判官の数が少なすぎる。また、上訴審と検察官は旧ユーゴスラビア国際戦犯法廷(ICTY)との兼務ではなくICTR独自のものとするべきである。
3. 本法廷は、大量虐殺犯罪に焦点を当てるべきであり、管轄下にある犯罪を起訴することでそのエネルギーを分散させるべきではない。
4. ここで名前を挙げる必要はないが、内戦に非常に積極的に関与した「特定の国」は、裁判官候補の推薦やその選挙に参加するべきではない。
5. 本法廷により起訴された人々は第三国において拘禁される可能性があり、その国には被拘禁者に関する決定を行う権限が与えられることになるが、それは国際法廷、あるいは少なくともルワンダ国民が決定するべきことである。
6. ICTRは、ルワンダの刑法には規定されている死刑を除外しているため、刑の格差が生じる。
7. 本法廷はルワンダ国内に置くべきである。ルワンダ代表団は、決議の草案の作成者たちが、法廷の所在地を決議に明記することを依然として躊躇していることに驚いていた。

ルワンダ代表団は、決議には反対したが、「ルワンダはルワンダのための国際法廷を望んでおり、それを信じている」と述べた。